# Харлова, Татьяна Григорьевна
Татьяна Григорьевна Харлова (1756—1773) — дочь коменданта Татищевой крепости полковника Григория Мироновича Елагина и его жены Анисьи Семёновны.

## Биография
Весной 1773 года Татьяна была выдана замуж за коменданта Нижнеозёрной крепости премьер-майора Захара Ивановича Харлова (1734—1773). «Она была красавица, круглолица и невысока ростом» — рассказывала о ней Пушкину казачка Матрёна Дехтярева. 22 сентября 1773 года, за четыре дня до взятия войском Е. И. Пугачёва Нижнеозерной крепости, Харлов отправил жену и её малолетнего брата Николая к их родителям. Овладев крепостью, бунтовщики повесили её коменданта, несмотря на то, что за него просил гарнизон. А уже 27 сентября Пугачёв овладел Татищевой крепостью. Григорий Миронович и Анисья Семёновна Елагины были убиты (при этом с Елагина заживо содрали кожу), Татьяна стала наложницей Пугачёва. Указание ряда заграничных публикаций на то, что Пугачёв изнасиловал Харлову сразу после убийства её мужа на глазах солдат (или даже на глазах ещё живого мужа), таким образом, не соответствует действительности. Пугачёв стал очень привязан к ней, — и уже 4 ноября 1773 г. Татьяна и Николай Елагины во время отъезда Пугачёва были расстреляны группой яицких казаков, недовольных привязанностью своего вожака к 17-летней дворянке и опасавшимися от этого каких-либо неприятных для себя последствий. Как сообщает со слов современников А. С. Пушкин, «раненые, они сползлись друг с другом и обнялись. Тела их, брошенные в кусты, долго оставались в том же положении».
Пугачёв сокрушался по поводу случившегося и спустя год показал на допросе в Яицком городке: «Из сего лагиря взятую в Татищевой женщину и з братом послал я з берденским казаком к нему на квартиру. А как сие увидели яицкие казаки, то выехали под дорогу и убили её и з братом до смерти за то действительно, что я её любил. Как о чём мне было сказано после, и я об ней сожалел».

## Образ в литературе
Харлова упоминается А. С. Пушкиным в «Истории Пугачёва» и в «Капитанской дочке» (под именем Лизаветы Харловой, где Швабрин угрожает Маше Мироновой её судьбой). В доступных Пушкину документах была указана только фамилия; имя «Лизавета» ошибочно по памяти указала Пушкину старая казачка Матрёна Дехтярёва — вдова Кузьмы Дехтярева и свидетельница тех событий. Судьба Харловых и Елагиных отразилась на замысле «Капитанской дочки» (капитану Миронову в качестве фамилии дано отчество отца Харловой — Григорий Миронович).